# Jürgen Hingsen

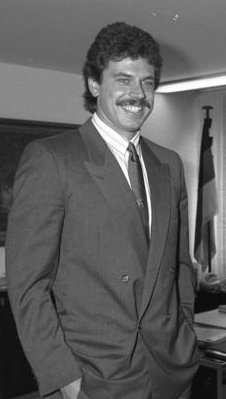
Jürgen Hinsgen, 1987

Jürgen Hingsen, född 25 januari 1958 i Duisburg, är en västtysk före detta friidrottare (mångkampare).
Hingsen var den store konkurrenten till Daley Thompson men fick både vid VM 1983 och OS 1984 se sig besegrad av britten. Hingsen misslyckades totalt vid OS i Seoul 1988 där han gjorde tre tjuvstarter på 100 meter och blev diskvalificerad. 
Hingsens personliga rekord är 8 832 poäng och han hade även två gånger världsrekordet i tiokamp. Båda gångerna fick han se sitt rekord slaget av Thompson som inte kunde vara med på grund av värk i lederna.